# Sergio Giral
Sergio Giral (* 2. Januar 1937 in Havanna, Kuba; † 12. März 2024 in Miami, USA) war ein kubanischer Filmregisseur. 

## Leben
Als Sohn einer US-Amerikanerin und eines Kubaners wuchs Giral in New York City auf. 1961 zog er auf Einladung von Néstor Almendros nach Kuba, um am Instituto Cubano del Arte e Industria Cinematográficos mit ihm zusammenzuarbeiten. Dort war er als Direktionsassistent und als Leiter des Ressorts Öffentlichkeitsarbeit tätig. Auf verschiedenen Filmfestivals war er Jurymitglied, so auf dem Lateinamerikanischen Filmfestival in Havanna, auf dem Filmfestival von Damaskus in Syrien und auf dem Festival de Amiens in Frankreich. Die seiner Filmtrilogie über das Zeitalter der Sklaverei in der Karibik angehörenden Spielfilme El otro Francisco, Rancheador und Maluala erhielten verschiedene kubanische und internationale Auszeichnungen. Zu Beginn der 1990er Jahre kehrte er in die USA zurück.

## Filmografie
- 1962: Heno y ensilaje
- 1964: La jaula
- 1965: Nuevo canto
- 1967: Cimarrón
- 1967:La muerte de Joe J. Jones
- 1970: Anatomía de un accidente
- 1971: Por accidente
- 1973: Querer y poder
- 1973: Qué bueno canta usted
- 1974: El otro Francisco
- 1976: Menschenjäger (Rancheador)
- 1979: Maluala
- 1982: Techo de vidrio
- 1986: Placido (Plácido)
- 1990: María Antonia
- 2010: Dos Veces Ana